# 花围站
花围站是广州地铁10号线的一个车站，以及佛山地铁11号线的规划车站，位于中国广东省广州市荔湾区广钢新城玉兰路规划路路口，广钢新城车辆段南侧，于2025年6月29日启用。

## 车站结构

### 车站楼层
本站共设有三层。地面为车站各出入口，周边为规划玉兰路（崇文四路南延段）、广钢新城车辆段及规划上盖建筑及邻近建筑；地下一層為站廳层；地下二層為10號線月台。地下三层為預留佛山11號線月台部分結構。
本站为10号线工程其中一个特色站，车站以“活力生活”为主题。
| 地下一层 | 站廳                       | 售票機、客服中心、商店、警务室、安检设施 |  |  |
| 地下二层 | 2 站台                     | █广州10号线 西塱方向（下站：西塱）       |  |  |
|          | 岛式站台（卫生间、母婴室） |                                          |  |  |
|          |                            | 預留 █广州10号线 支线（现状封闭）        |  |  |
|          |                            | 預留 █广州10号线 支线（现状封闭）        |  |  |
|          | 岛式站台（卫生间、母婴室） |                                          |  |  |
|          | 1 站台                     | █广州10号线 杨箕东方向（下站：东沙）     |  |  |
| 地下三层 |                            | 預留 █佛山11号线                         |  |  |
|          | 預留島式站台部分結構       |                                          |  |  |
|          |                            | 預留 █佛山11号线                         |  |  |

### 站厅
花围站站厅設有自动售票機及智能客務中心。

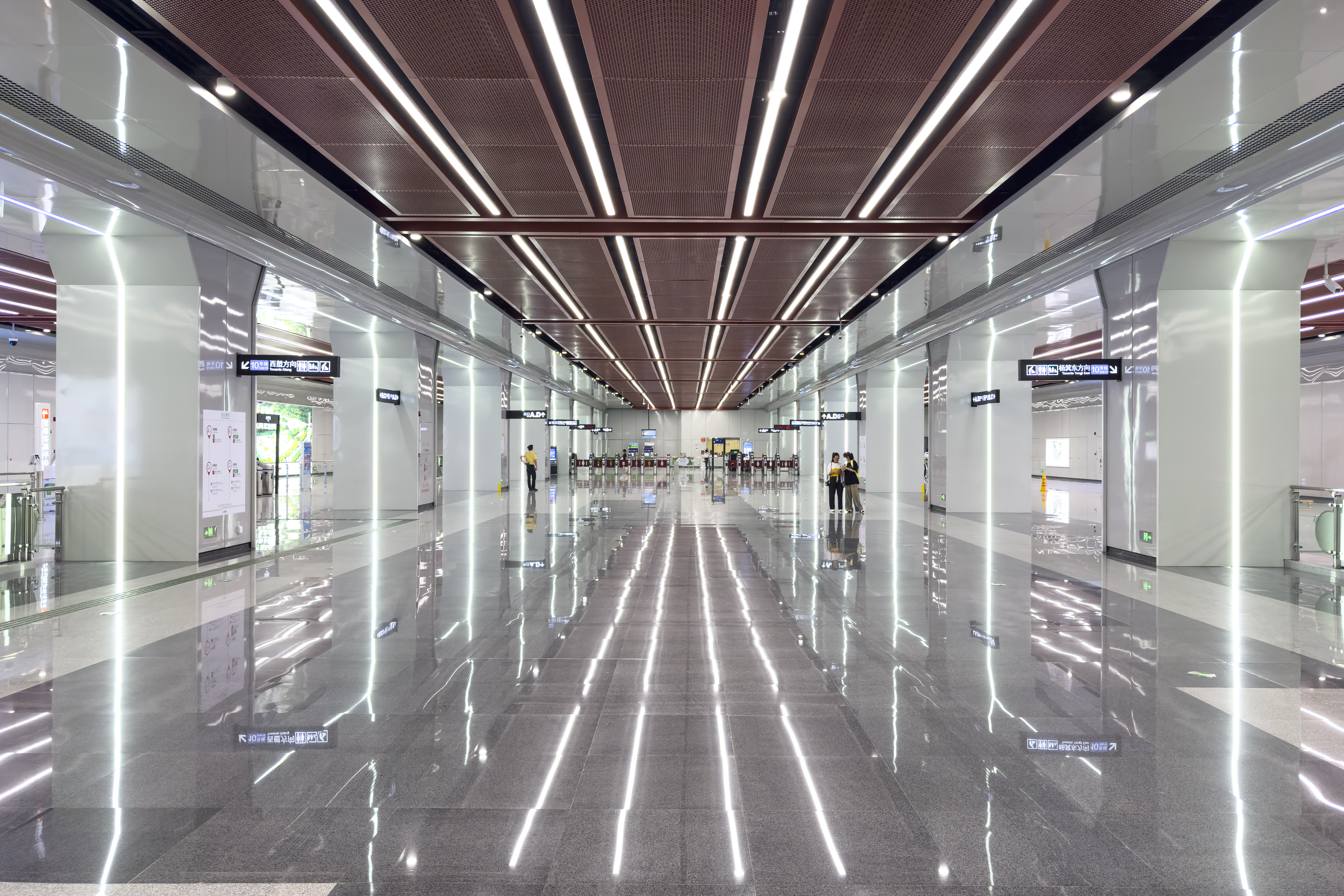
站厅

为方便行人进出，目前花围站站厅南侧划分为收费区，收费区内各设有一台专用电梯、五条扶手电梯及一组楼梯分别连接两个不同方向的月台。

### 站台
本站10号线设有两个並排的岛式月台，位于规划路的地底，其中外侧为10号线主线，内侧则供规划中的10号线支线使用。现时内側預留給10号线支线的站台被装饰板假牆封閉，留待10号线支线建成之後才使用。因此在乘客眼中，本站只設有一對側式站台。
另外，本站两个月台往东沙方向的端头均设有卫生间和母婴室。

### 出入口
花围站启用时设有4个出入口供乘客进出。
|                                           |                                                       |      |          |                  |
| 编号                                      | 设施                                                  | 照片 | 出口指示 | 建议前往的目的地 |
| A                                         | 盲道标志 · 扶手电梯标志                               |      | 荷景路   |                  |
| B                                         | 盲道标志 · 扶手电梯标志                               |      | 荷景路   |                  |
| C                                         | 盲道标志 · 升降机标志 · 无障碍通道标志 · 扶手电梯标志 |      | 荷景路   | 公交：荷景路西站 |
| D                                         | 盲道标志 · 扶手电梯标志                               |      | 荷景路   | 公交：花围站     |
| 註： 設有 \| 設有 \| 設有 \| 設有扶手電梯 |                                                       |      |          |                  |

## 接驳交通
车站附近设有花围公交站及荷景路西公交站，可供乘客前往南漖、西塱、东塱等地。
| 编号 | 编号  | 线路               | 线路 | 线路                   | 收费 | 备注 |
| ---- | ----- | ------------------ | ---- | ---------------------- | ---- | ---- |
|      | 52    | 南漖（立白科技园） | ⇆    | 广州火车站（草暖公园） | 3元  |      |
|      | 64    | 广卫路             | ⇆    | 东沙工业园             | 2元  |      |
|      | 121   | 珠江帝景苑         | ⇆    | 西塱社区               | 2元  |      |
|      | 广277 | （广州）西塱社区   | ⇆    | （佛山）沙面新城       | 2元  |      |

| 编号 | 编号  | 线路             | 线路 | 线路             | 收费 | 备注 |
| ---- | ----- | ---------------- | ---- | ---------------- | ---- | ---- |
|      | 121   | 珠江帝景苑       | ⇆    | 西塱社区         | 2元  |      |
|      | 广277 | （广州）西塱社区 | ⇆    | （佛山）沙面新城 | 2元  |      |
|      | 770   | 广州圆           | ⇆    | 芳村西塱         | 2元  |      |

## 历史
本站于2020年8月完成一期围护结构施工，2021年6月完成二期围护结构施工，2022年1月19日实现主体结构封顶，2025年1月17日完成“三权”移交。
本站在规划和建设期间，根据车站北部的广钢新城片区命名为广钢新城站。因“广钢新城”并非标准地名，当局在2025年改以本站位处的原花围村而命名为花围站。
2025年6月29日，本站随10号线首通段通车而正式启用。

## 未来发展

### 佛山11号线
规划中的佛山11号线于此设站。两线为“L”型节点换乘，广州10号线同步建设了换乘节点。

### 10号线支线
规划中的10号线支线将由本站始发前往佛山。10號線支线建成後，本站內側月台亦會啟用，乘客可在本站換乘10號線主支线。惟10號線支线仍屬遠期規劃，未有建設時間表。